# 2519-es mellékút (Magyarország)
A 2519-es számú mellékút egy bő 24,5 kilométeres hosszúságú, négy számjegyű mellékút Borsod-Abaúj-Zemplén vármegyében, a Bükkben.

## Nyomvonala
Miskolcon ágazik ki a 3-as főútból, annak 181. kilométere közelében. Közvetlenül találkoznak, de a csomópontnak van két átkötő ága is, amelyek közútként önállóan számozódnak (25 612, 25 613). Hejőcsaba városrészen halad először végig, Futó utca néven, majd végigkanyarog a borsodi vármegyeszékhely déli részein, Egyetemvároson, Vargahegyen és Láditelepen.
Kevéssel 18. kilométerének megtétele előtt lép át Bükkszentkereszt területére, néhány kilométerrel később a község belterületén is végighalad. A 2505-ös útba torkollva ér véget, annak 36+100-as kilométerszelvénye közelében, itt is bükkszentkereszti közigazgatási területen. Teljes hossza az országos közutak térképes nyilvántartását szolgáló kira.gov.hu adatbázisa szerint 24,523 kilométer.